# Ósbrekkufjall
Ósbrekkufjall är ett berg i republiken Island. Det ligger i regionen Norðurland eystra, 260 km nordost om huvudstaden Reykjavík. Toppen på Ósbrekkufjall är 791 meter över havet, eller 144 meter över den omgivande terrängen. Bredden vid basen är 1,3 km.
Runt Ósbrekkufjall är det mycket glesbefolkat, med 4 invånare per kvadratkilometer. Närmaste större samhälle är Dalvík, omkring 15 kilometer sydost om Ósbrekkufjall. Trakten runt Ósbrekkufjall består i huvudsak av gräsmarker.